# عبدالله خایبولایف
عبدالله خایبولایف (انگلیسی: Abdulakh Khaybulayev؛ زادهٔ ۱۹ اوت ۲۰۰۱) بازیکن فوتبال است.
وی همچنین در تیم ملی فوتبال زیر ۲۱ سال جمهوری آذربایجان بازی کرده است.